# Ramat Gan
Ramat Gan (en hebreo: רמת גן, en árabe رمات جان) es una ciudad israelí próxima a Tel Aviv, Guivatayim y Bnei Brak. Forma parte del Distrito de Tel Aviv y del área metropolitana de Gush Dan. La ciudad acoge la sede de la Asociación de Fútbol de Israel y el Estadio Ramat Gan, la Universidad Bar Ilán, el avanzado Centro Médico Sheba, el Distrito de la Bolsa de Diamantes (que incluye una de las bolsas de diamantes más importantes del Mundo) y la Torre Moshé Aviv, el edificio más alto del país. Haciendo honor a su nombre (Altos del Jardín), el 25% de Ramat Gan es zona verde.
Ramat Gan fue fundada en 1921 como moshav, una colonia comunitaria centrada en la producción agrícola. Después de expandirse comercialmente y en población, fue declarada ciudad en 1950. Según la  Oficina Central de Estadísticas de Israel, en 2001 Ramat Gan obtuvo una puntuación de 8 sobre 10 en desarrollo económico. En 2000, un 70,9 % de los estudiantes del último curso de secundaria se graduaron y el salario medio mensual era de 6995 nuevos séqueles (unos 1677 euros).

## Historia
Ramat Gan se fundó en 1921 en unos terrenos adquiridos como moshav, un asentamiento sionista de estilo socialista. Hasta 1923, la ciudad se denominaba Ir Ganim (en hebreo עיר גנים, «Ciudad Jardín»). Con el paso del tiempo, Ramat Gan perdió su carácter agrario y la economía evolucionó hacia un sistema más urbano y comercial. En 1926, el Mandato británico le concedió la categoría de consejo local.
En 1950, Ramat Gan fue reconocida como ciudad por el joven Estado de Israel. Las infraestructuras urbanas crecieron continuamente y se fueron construyendo el Centro Médico Sheba, el Estadio Ramat Gan, la Universidad Bar Ilán y la Bolsa de Diamantes (Diamond Exchange). El estadio acoge los Juegos Macabeos (las «olimpiadas judías») cada cuatro años.

## El complejo de la Bolsa de Diamantes
Esta zona, el Distrito de la Bolsa de Diamantes, situada en el nordeste de la ciudad, es conocida por la concentración de rascacielos, entre los cuales se encuentra la Torre Moshé Aviv, que con sus 244 metros es el edificio más alto de Israel, la Bolsa de Diamantes, un gran hotel Sheraton y numerosas empresas de nuevas tecnologías.

## Ciudades hermanadas
- Mendoza, Argentina
- San Borja, Lima, Perú[1]